# Exupério Pinheiro Canguçu
Exupério Pinheiro Canguçu, ou Exuperio Pinheiro Cangussu na grafia da época, (Brumado, 24 de setembro de 1820 – Brumado, 8 de fevereiro de 1900) foi um político brasileiro e um dos homens mais ricos e influentes do Alto Sertão da Bahia, membro da família Canguçu, proprietária da antiga Fazenda Campo Seco, território histórico na Serra das Éguas, no município de Brumado, próximo à cidade. É considerado o primeiro prefeito desta cidade. Foi capitão da Guarda Nacional e principal articulador da política brumadense. Foi uma figura importante para a cultura regional; foi também o último proprietário e senhor do Sobrado do Brejo, antigo casarão histórico localizado na Serra das Éguas, onde morou durante toda sua vida. Fundou, em 1868, a primeira mineradora e fábrica de Brumado, a saber, uma fábrica de ferramentas agrícolas, utensílios domésticos, pregos e fechaduras. Embora tenha sido pioneiro em extrair minério de ferro, no local, morreu sem saber que em sua volta havia muito mais riqueza do que ele podia imaginar.

## Origem e juventude
Primeiro filho de Inocêncio José Pinheiro Canguçu e Prudência Rosa de Santa Edwirges e bisneto de Miguel Lourenço de Almeida (familiar do Santo ofício); seus avós maternos eram: Francisco de Souza Meira e Ana Xavier da Silva, e paternos: Antônio Pinheiro Pinto e Bibiana Maria de Jesus. Eram seus irmãos: Pedro Pinheiro Canguçu, Leolino Pinheiro Canguçu (assassinado em Grão Mogol, em 1848), Zeferino Pinheiro Canguçu, Jesuíno Pinheiro Canguçu, Geraldina Canguçu, José Inocêncio Pinheiro Canguçu, Francisco Pinheiro Canguçu, Ermelindra Pinheiro Canguçu, Adolfo Pinheiro Canguçu, Lívio Pinheiro Canguçu e Bibiana Pinheiro Canguçu.
Exupério nasceu em 24 de setembro do ano de 1820, em Bom Jesus dos Meiras (Brumado) e passou sua infância na Fazenda Campo Seco, zona rural. Aprendeu a ler e escrever com o vigário da cidade. Com aproximadamente 15 anos rumou para Salvador, a fim de estudar em preparação para se ingressar no curso jurídico da Academia Pernambucana em Olinda. Era aluno aplicado e se destacava dos demais da sua classe. 
Durante a Sabinada, houve grandes movimentações e incertezas políticas e isso fez com que Exupério saísse de Salvador e deixasse os estudos, retornando para Bom Jesus dos Meiras, até que as coisas se acalmassem. Como isso demorou muito, ele acabou desistindo dos estudos. Porém, o apreço pelo conhecimento continuou durante toda sua vida e até mantinha em sua residência uma biblioteca de mais de 200 livros dos mais variados ramos, como Química, História, Física, Catolicismo e temas variados; mas principalmente sobre Literatura Francesa, Inglesa e Portuguesa, além de dicionários. Exupério também lia, falava e escrevia muito bem latim e francês e também tinha conhecimento em inglês.
Casou-se em 16 de julho de 1838, aos 18 anos com sua prima-irmã Umbelina Bárbara Meira — filha de seus tios Antônio de Souza Meira e Zeferina Maria de Santo Antônio, naturais de Bom Jesus dos Meiras — com quem teve nove filhos. O casamento foi realizado no Sobrado do Brejo. Nesse mesmo ano, tomou a frente dos interesses da fazenda, a pedido de seu pai.

## Vida pessoal
Além de ser considerado o homem mais rico da região, era também considerado um cidadão culto, generoso honesto, honroso com seus compromissos e muito disciplinado. Era maçom, mas também católico praticante. Exupério se preocupava muito com a educação dos filhos e por isso contratou um sacerdote de Bom Jesus dos Meiras para dar aulas para eles em sua residência, em um quarto reservado. Seus filhos eram nove, quatro homens e cinco mulheres. As mulheres eram: Prudência Pinheiro Canguçu (7 de dezembro de 1947), Íria Pinheiro Canguçu (6 de junho de 1849), Zeferina Canguçu Mirante (2 de janeiro de 1845), Maria da Conceição Canguçu Cotrim (21 de novembro de 1851) e Umbelina Pinheiro Canguçu (3 de junho de 1860); homens: Antônio Pinheiro Canguçu, (4 de junho de 1854), Joaquim Pinheiro Canguçu (5 de dezembro de 1855), Exupério Pinheiro Canguçu Filho (1862) e Inocêncio Pinheiro Canguçu (26 de setembro de 1858). Exupério e sua família viviam uma vida conforme os costumes da região, naquela época, praticamente sem contato com vizinhos e o que mais gostava de fazer era atirar, colecionar e estudar. Tinha confiança de seus amigos e das pessoas que tinham relações comerciais. Foi representante de firmas e tomava conta dos interesses de seus colaboradores comerciais. Distribuía lotes para que as pessoas construíssem suas casas, mesmo que fossem forasteiros e fazia doações aos órgãos públicos, caso necessário. Exupério era um homem de opiniões convictas e fazia aquilo que acreditava. Suas respostas às perguntas das pessoas eram duras e muitas vezes com falta de humor. Não era apenas um militar, mas amava colecionar armas dos mais variados tipos; exibir suas fardas ou qualquer outra coisa relacionada ao militarismo, inclusive seu cavalo era agraciado com adornos militares, em qualquer lugar que fossem cavalo e cavaleiro. Treinava constantemente tiro ao alvo, o que lhe fez ser um excelente atirador.

## Carreira política
Exupério dedicou a vida ao comércio e à política local, sendo eleito diversas vezes vereador e membro da Junta de Qualificação, órgão destinado à habilitação e qualificação de novos eleitores. Foi Coronel Superior da Guarda Nacional no município de Caetité (patente que foi comprada, pois na época, exigia-se pagamento pelo título). Foi primeiro suplente de juiz municipal de órfãos em Bom Jesus dos Meiras. Com todo esse prestígio político, imprimia muita influência em todo Alto Sertão Baiano. Exerceu também grande influência política na antiga Santo Antônio da Barra (Condeúba), onde, em 23 de outubro de 1859, lhe foi prestada homenagem pela recente adquirida patente de coronel superior. Em 18 de Outubro de 1856, foi nomeado oficial da Guarda Nacional pelo então governador da província da Bahia, João Lins Vieira Cansanção de Sinimbu; e em 1957 Dom Pedro II concedeu-lhe a carta patente de Coronel Comandante Superior da Guarda Nacional do município de Caetité. Chegou a ser cotado para receber o título de barão, mas teve o nome retirado, porque sua família se envolvia em desavenças com outras duas famílias. Inicialmente era um monarquista, mas, posteriormente, filiou-se ao Partido Liberal, fato que custou o declínio da sua carreira política e em Santo Antônio da Barra, perdeu espaço para seu sobrinho, o coronel da Guarda Nacional, José Egídio de Moura Albuquerque que, em 1889, recebeu o título de barão, título este que Exupério Pinheiro Canguçu não conseguiu.
Assim que Bom Jesus dos Meiras se emancipou, Exupério Pinheiro Canguçu se sagrou vereador, presidente da Câmara Municipal de Bom Jesus dos Meiras e intendente do município, entre os períodos de 1878 a 1882 e 1887 a 1890. Exupério tinha prestígio político também em âmbito nacional e recebia cartas de políticos influentes como João Lins Vieira Cansanção de Sinimbu (Visconde de Sinimbu) e Ruy Barbosa, que lhe escreviam pedindo votos pelo seu prestígio eleitoral. De fato, ele ocupou todos os cargos políticos possíveis na região.

## Empreendimentos
O coronel Exupério Pinheiro Canguçu não se interessava apenas pela política, mas colocava ao lado desta o empreendedorismo. Era comerciante, fazendeiro, dono de inúmeras cabeças de gado e de grande quantidade de terras, as quais usava para plantio, principalmente de algodão. Foi dono da primeira mina de minério de ferro da Serra das Éguas, também instalou a primeira fábrica de Brumado, tendo produção iniciada em 1868, quando o município ainda se chamava Bom Jesus dos Meiras. Era uma fábrica de ferramentas agrícolas, utensílios domésticos, fechaduras e pregos, fabricados com ferro retirado da mina a qual era dono. Existem até hoje alguns desses objetos nas antigas construções de Brumado. Exupéro  enfrentou dificuldades em manter a fábrica funcionando. O coronel investiu cem contos de réis na instalação da fábrica e esperava que seu filho recém-formado o ajudasse a tocar os negócios, o que não aconteceu. A fábrica, então, veio a falir em 1878, causando um desequilíbrio financeiro para Exupério.

## As lutas constantes
Um acontecimento que marcou muito a vida de Exupério Pinheiro Canguçu foi o envolvimento amoroso do seu irmão com uma moça, tia de Castro Alves. Embora casado Leolino não se importou com as consequências que isso causaria. Nas constantes lutas que envolvia a família Canguçu e Castro, aliada à família Moura; Exupério, embora coadjuvante, teve ampla participação em defesa do seu irmão. Segundo a história, ele era um excelente atirador e dificilmente errava um tiro, mesmo estando distante do alvo. Isso certamente ajudou, mas não foi suficiente para livrar seu irmão de ser assassinado em Minas Gerais, onde a família também tinha terras. O Sobrado do Brejo, sua residência, foi atacado algumas vezes e da última vez os jagunços dos Castros tomaram de assalto a casa de descanso da família, a Fazenda Condado, e após isso os casos foram levados aos tribunais; mas como Exupério era maçom de grau 33 contou com ajuda de seus irmãos maçons, para apaziguamento das lutas, o que amenizou os ataques, pois seus adversários também eram maçons.

## Velhice e morte
O quarto e último senhor do Sobrado do Brejo era um homem influente, culto e o homem mais rico do Alto Sertão da Bahia e soube se aproveitar disso o quanto pôde. Porém, passou por muitos problemas e frustrações durante sua vida, como a morte prematura do seu irmão Leolino Canguçu; a falência de sua fábrica, um empreendimento que ele sonhou em desenvolver e também, com isso, acumular riquezas. Finalmente, já velho, estava caduco e imaginava coisas relacionadas às lutas que envolvera sua família e imaginava sua residência cercada por inimigos. Diante disso, ficava inquieto e andava pela casa perturbado. Para acalmá-lo, seus familiares colocavam em suas mãos armas, apenas com pólvora, para que pensasse que estava atirando em seus inimigos. O coronel Exupério Pinheiro Canguçu já estava pobre e, finalmente, em 8 de fevereiro de 1890, morreu deixando apenas terras sem lavoura e descuidadas para seus descendentes. Em 1939, foram vendidas as terras dos Canguçus.